# 인종실록
《인종영정헌문의무장숙흠효대왕실록》(仁宗榮靖獻文懿武章肅欽孝大王實錄)은 조선왕조실록의 한 부분으로, 인종 연간의 역사를 기록한 책이다. 2권 2책으로 구성되어 있으며, 편년체로 쓰여져 있다. 표지에는 《인종대왕실록》으로 인쇄했고, 대개 《인종실록》으로 부른다.

## 내용
인종의 즉위 기간은 1544년 음력 11월 20일부터 1545년 음력 7월 1일까지이지만, 1544년의 내용은 《중종실록》에 실려 있어 《인종실록》에 실린 내용은 1545년 음력 1월 1일부터 음력 7월 6일까지에 불과하다. 앞에는 총서가 달려 있으며, 뒤에는 지문(誌文), 애책문(哀冊文), 시책문(諡冊文)이 첨부되어 있다. 내용은 대체로 소략한 편이다. 또한, 을사사화의 영향으로 그에 관련된 내용은 많이 왜곡된 편이다.

## 편찬 경위
인종 사후 발생한 을사사화로 인하여 그와 가까운 인물들이 다수 숙청됨으로써 《인종실록》은 편찬 계획조차 수립되지 않았다. 1546년 《중종실록》이 편찬을 재시작하였을 때 그 부수적 작업으로 편찬되기 시작하였는데, 이 때문에 편찬자가 《중종실록》과 많이 겹치는 모습을 보인다. 1550년에 편찬을 완료하였다.

## 편수관
| 담당            | 명단 |
| --------------- | --- |
| 감사(監事)      | 심연원(沈連源) |
| 지사(知事)      | 윤개(尹漑) · 상진(尙震) · 신광한(申光漢) · 김광준(金光準) · 임권(任權) |
| 동지사 (同知事) | 박수량(朴守良) · 송세형(宋世珩) · 남세건(南世健) · 김광철(金光轍) · 류진동(柳辰仝) · 권찬(權纘) · 조사수(趙士秀) · 심광언(沈光彦) · 이명(李蓂) · 한두(韓㞳) |
| 편수관 (編修官) | 홍담(洪曇) · 박충원(朴忠元) · 김충렬(金忠烈) · 김반천(金半千) · 성세장(成世章) · 박공량(朴公亮) · 김개(金鎧) · 유강(兪絳) · 이무강(李無疆) · 윤옥(尹玉) · 윤부(尹釜) · 정유(鄭裕) · 이사필(李士弼) · 노경린(盧慶麟)                                                                              |
| 기주관 (記注官) | 박영준(朴永俊) · 박대립(朴大立) · 권벽(權擘) |
| 기사관 (記事官) | 이억상(李億祥) · 신여종(申汝悰) · 심수경(沈守慶) · 허엽(許曄) · 황준량(黃俊良) · 임여(任呂) · 김적(金適) · 이언충(李彦忠) · 이중경(李重慶) · 이광진(李光軫) · 고경허(高景虛) · 기대항(奇大恒) · 김규(金虬) · 황우(黃祐) · 김질충(金質忠) · 목첨(睦詹) · 이지행(李之行) · 강섬(姜暹) · 이명(李銘) |

## 참고 문헌
- 《한국민족문화대백과사전》